# Georg Fröwis
Georg Fröwis (* 12. Juli 1990) ist ein österreichischer Schachspieler.

## Leben
Georg Fröwis lernte das Schachspielen von seinem Vater. Auch seine jüngere Schwester Annika (* 1994) ist Schachspielerin; sie trägt seit 2016 den Titel FIDE-Meister der Frauen (WFM). Er besuchte das Bundesrealgymnasium Dornbirn-Schoren und studiert in Wien. Trainiert wurde Georg Fröwis in seiner Jugend vom Internationalen Meister Milan Novkovic.

## Erfolge
2006 gewann er die österreichische U16-Staatsmeisterschaft in Tschagguns. 2011 gewann er in Linz die österreichische Staatsmeisterschaft, bei der Staatsmeisterschaft 2012 in Zwettl-Niederösterreich, die von Dawit Schengelia gewonnen wurde, wurde Georg Fröwis Dritter. Im Juli 2016 gewann er in St. Johann im Pongau zum zweiten Mal die Staatsmeisterschaft.
Vereinsschach spielte er für den Vorarlberger Schachclub Lustenau, von 2008 bis 2019 für den SK Hohenems, mit dem er 2014 österreichischer Mannschaftsmeister wurde und am European Club Cup teilnahm, und seit 2019 für mpimmo Wien - SK Ottakring. In der Schweiz spielte er von 2006 bis 2011 für den St. Galler Verein SprengSchach Wil und seit 2013 für Schwarz-Weiss Bern sowie den SC Gonzen, mit dem er in den Saisons 2015/16, 2017/18 und 2018/19 die Schweizer Bundesliga gewann. Seit 2017 spielt er in der Nationalliga A für den Schachklub Luzern, mit dem er 2018 Meister wurde. In der Wiener Betriebsmeisterschaft spielt er für die Technische Universität Wien. Für die österreichische Nationalmannschaft spielte er bei den Mitropa-Cups 2012 in Šibenik (am Reservebrett) und 2014 in Ružomberok (am vierten Brett) sowie bei der Mannschaftseuropameisterschaft 2015 in Reykjavík am Reservebrett.
Seit Oktober 2011 trägt er als zweiter Vorarlberger nach Guntram Gärtner den Titel Internationaler Meister. Die Normen hierfür erzielte er bei der österreichischen Einzelmeisterschaft 2009 in Jenbach, die er mit dem fünften Platz abschloss, dazu bei der Wiener Betriebsmeisterschaft 2010/11, bei der österreichischen Einzelmeisterschaft 2011 in Linz, bei der er unter anderem Dawit Schengelia besiegen konnte, sowie bei einem von Stefan Löffler veranstalteten IM-Turnier im Wiener Stilwerk im August 2011. Er ist auch Mitglied des Wiener Vereins SK Ottakring.